# Tour de l'Ain 2004
La 16e édition de la course cycliste Tour de l'Ain a eu lieu du 10 août au 13 août 2004.

## Étapes
| Étape      | Date    | Villes étapes                  | type | Distance (km) | Vainqueur d'étape     | Leader du classement général |
| ---------- | ------- | ------------------------------ | ---- | ------------- | --------------------- | ---------------------------- |
| 1re étape  | 12 août | Lagnieu – Saint-Vulbas         |      | 153           | Jérôme Pineau         | Jérôme Pineau                |
| 2e étape   | 13 août | Bourg-en-Bresse – Ceyzériat    |      | 166           | Maryan Hary           | Samuel Dumoulin              |
| 3e a étape | 14 août | Izernore – Saint-Genis-Pouilly |      | 84            | Jean-Patrick Nazon    | Jérôme Pineau                |
| 3e b étape | 14 août | Saint-Genis-Pouilly – Lélex    |      | 67            | annulation de l'étape | Jérôme Pineau                |
| 4e étape   | 15 août | Culoz – Belley                 |      | 125           | Cédric Vasseur        | Jérôme Pineau                |

## Déroulement de la course

### 1reétape
| \| Classement de l'étape \| Classement de l'étape \| Classement de l'étape \| Classement de l'étape \| Classement de l'étape \| \| Coureur \| Coureur \| Pays \| Équipe \| Temps \| \| --------------------- \| --------------------- \| --------------------- \| ----------------------------- \| --------------------- \| \| 1er \| Jérôme Pineau \| France \| Brioches La Boulangère \| 3 h 20 min 15 s \| \| 2e \| Samuel Dumoulin \| France \| AG2R Prévoyance \| + 0 s \| \| 3e \| Régis Lhuillier \| France \| AVC Aix-en-Provence \| + 4 s \| \| 4e \| Axel Merckx \| Belgique \| Lotto-Domo \| + 4 s \| \| 5e \| Stéphane Augé \| France \| Crédit Agricole \| + 4 s \| \| 6e \| Yuriy Krivtsov \| Ukraine \| AG2R Prévoyance \| + 2 min 04 s \| \| 7e \| Bernhard Eisel \| Autriche \| Fdjeux.com \| + 2 min 04 s \| \| 8e \| Assan Bazayev \| Kazakhstan \| Capec \| + 2 min 04 s \| \| 9e \| Max van Heeswijk \| Pays-Bas \| US Postal Service-Berry Floor \| + 2 min 04 s \| \| 10e \| Christophe Detilloux \| Belgique \| Lotto-Domo \| + 2 min 04 s \| |                      |            |                               |                 |
| |                      |            |                               |                 |
| Sources : ProCyclingStats Cycling Archives |                      |            |                               |                 |
| Classement de l'étape |                      |            |                               |                 |
| Coureur | Coureur              | Pays       | Équipe                        | Temps           |
| 1er | Jérôme Pineau        | France     | Brioches La Boulangère        | 3 h 20 min 15 s |
| 2e | Samuel Dumoulin      | France     | AG2R Prévoyance               | + 0 s           |
| 3e | Régis Lhuillier      | France     | AVC Aix-en-Provence           | + 4 s           |
| 4e | Axel Merckx          | Belgique   | Lotto-Domo                    | + 4 s           |
| 5e | Stéphane Augé        | France     | Crédit Agricole               | + 4 s           |
| 6e | Yuriy Krivtsov       | Ukraine    | AG2R Prévoyance               | + 2 min 04 s    |
| 7e | Bernhard Eisel       | Autriche   | Fdjeux.com                    | + 2 min 04 s    |
| 8e | Assan Bazayev        | Kazakhstan | Capec                         | + 2 min 04 s    |
| 9e | Max van Heeswijk     | Pays-Bas   | US Postal Service-Berry Floor | + 2 min 04 s    |
| 10e | Christophe Detilloux | Belgique   | Lotto-Domo                    | + 2 min 04 s    |

### 2eétape
| \| Classement de l'étape \| Classement de l'étape \| Classement de l'étape \| Classement de l'étape \| Classement de l'étape \| \| Coureur \| Coureur \| Pays \| Équipe \| Temps \| \| --------------------- \| --------------------- \| --------------------- \| ---------------------------------- \| --------------------- \| \| 1er \| Maryan Hary \| France \| Brioches La Boulangère \| 3 h 56 min 04 s \| \| 2e \| Samuel Dumoulin \| France \| AG2R Prévoyance \| + 17 s \| \| 3e \| Plamen Stoyanov \| Bulgarie \| Hoop CCC Polsat \| + 17 s \| \| 4e \| Janek Tombak \| Estonie \| Cofidis-Le Crédit par Téléphone \| + 17 s \| \| 5e \| Richard Virenque \| France \| Quick Step-Davitamon \| + 17 s \| \| 6e \| Roger Beuchat \| Suisse \| Vini Caldirola-Nobili Rubinetterie \| + 17 s \| \| 7e \| Assan Bazayev \| Kazakhstan \| Capec \| + 17 s \| \| 8e \| David George \| Afrique du Sud \| Barloworld-Androni Giocattoli \| + 17 s \| \| 9e \| Jérôme Pineau \| France \| Brioches La Boulangère \| + 17 s \| \| 10e \| Régis Lhuillier \| France \| AVC Aix-en-Provence \| + 17 s \| |                  |                |                                    |                 |
| |                  |                |                                    |                 |
| Sources : ProCyclingStats Cycling Archives |                  |                |                                    |                 |
| Classement de l'étape |                  |                |                                    |                 |
| Coureur | Coureur          | Pays           | Équipe                             | Temps           |
| 1er | Maryan Hary      | France         | Brioches La Boulangère             | 3 h 56 min 04 s |
| 2e | Samuel Dumoulin  | France         | AG2R Prévoyance                    | + 17 s          |
| 3e | Plamen Stoyanov  | Bulgarie       | Hoop CCC Polsat                    | + 17 s          |
| 4e | Janek Tombak     | Estonie        | Cofidis-Le Crédit par Téléphone    | + 17 s          |
| 5e | Richard Virenque | France         | Quick Step-Davitamon               | + 17 s          |
| 6e | Roger Beuchat    | Suisse         | Vini Caldirola-Nobili Rubinetterie | + 17 s          |
| 7e | Assan Bazayev    | Kazakhstan     | Capec                              | + 17 s          |
| 8e | David George     | Afrique du Sud | Barloworld-Androni Giocattoli      | + 17 s          |
| 9e | Jérôme Pineau    | France         | Brioches La Boulangère             | + 17 s          |
| 10e | Régis Lhuillier  | France         | AVC Aix-en-Provence                | + 17 s          |

### 3ea étape
| \| Classement de l'étape \| Classement de l'étape \| Classement de l'étape \| Classement de l'étape \| Classement de l'étape \| \| Coureur \| Coureur \| Pays \| Équipe \| Temps \| \| --------------------- \| --------------------- \| --------------------- \| ------------------------------- \| --------------------- \| \| 1er \| Jean-Patrick Nazon \| France \| AG2R Prévoyance \| 1 h 57 min 29 s \| \| 2e \| Jérôme Pineau \| France \| Brioches La Boulangère \| + 0 s \| \| 3e \| Saulius Ruškys \| Lituanie \| Oktos \| + 0 s \| \| 4e \| Leif Hoste \| Belgique \| Lotto-Domo \| + 0 s \| \| 5e \| Christophe Detilloux \| Belgique \| Lotto-Domo \| + 0 s \| \| 6e \| Antonio Cruz \| États-Unis \| US Postal Service-Berry Floor \| + 0 s \| \| 7e \| Kevin Hulsmans \| Belgique \| Quick Step-Davitamon \| + 0 s \| \| 8e \| Christophe Edaleine \| France \| Cofidis-Le Crédit par Téléphone \| + 0 s \| \| 9e \| Nick Nuyens \| Belgique \| Quick Step-Davitamon \| + 0 s \| \| 10e \| Vicente Reynés \| Espagne \| Illes Balears-Banesto \| + 0 s \| |                      |            |                                 |                 |
| |                      |            |                                 |                 |
| Sources : ProCyclingStats Cycling Archives |                      |            |                                 |                 |
| Classement de l'étape |                      |            |                                 |                 |
| Coureur | Coureur              | Pays       | Équipe                          | Temps           |
| 1er | Jean-Patrick Nazon   | France     | AG2R Prévoyance                 | 1 h 57 min 29 s |
| 2e | Jérôme Pineau        | France     | Brioches La Boulangère          | + 0 s           |
| 3e | Saulius Ruškys       | Lituanie   | Oktos                           | + 0 s           |
| 4e | Leif Hoste           | Belgique   | Lotto-Domo                      | + 0 s           |
| 5e | Christophe Detilloux | Belgique   | Lotto-Domo                      | + 0 s           |
| 6e | Antonio Cruz         | États-Unis | US Postal Service-Berry Floor   | + 0 s           |
| 7e | Kevin Hulsmans       | Belgique   | Quick Step-Davitamon            | + 0 s           |
| 8e | Christophe Edaleine  | France     | Cofidis-Le Crédit par Téléphone | + 0 s           |
| 9e | Nick Nuyens          | Belgique   | Quick Step-Davitamon            | + 0 s           |
| 10e | Vicente Reynés       | Espagne    | Illes Balears-Banesto           | + 0 s           |

### 3eb étape
Du fait des mauvaises conditions météorologiques, cette étape est annulée.

### 4eétape
| \| Classement de l'étape \| Classement de l'étape \| Classement de l'étape \| Classement de l'étape \| Classement de l'étape \| \| Coureur \| Coureur \| Pays \| Équipe \| Temps \| \| --------------------- \| --------------------- \| --------------------- \| ------------------------------- \| --------------------- \| \| 1er \| Cédric Vasseur \| France \| Cofidis-Le Crédit par Téléphone \| 3 h 15 min 36 s \| \| 2e \| José Luis Arrieta \| Espagne \| Illes Balears-Banesto \| + 2 s \| \| 3e \| Thomas Dekker \| Pays-Bas \| Rabobank GS3 \| + 10 s \| \| 4e \| Nick Nuyens \| Belgique \| Quick Step-Davitamon \| + 13 s \| \| 5e \| Serge Baguet \| Belgique \| Lotto-Domo \| + 13 s \| \| 6e \| Vicente Reynés \| Espagne \| Illes Balears-Banesto \| + 13 s \| \| 7e \| Guennadi Mikhailov \| Russie \| US Postal Service-Berry Floor \| + 13 s \| \| 8e \| Rik Verbrugghe \| Belgique \| Lotto-Domo \| + 13 s \| \| 9e \| Patrice Halgand \| France \| Crédit Agricole \| + 13 s \| \| 10e \| John Nilsson \| Suède \| Auber 93 \| + 13 s \| |                    |          |                                 |                 |
| |                    |          |                                 |                 |
| Sources : ProCyclingStats Cycling Archives |                    |          |                                 |                 |
| Classement de l'étape |                    |          |                                 |                 |
| Coureur | Coureur            | Pays     | Équipe                          | Temps           |
| 1er | Cédric Vasseur     | France   | Cofidis-Le Crédit par Téléphone | 3 h 15 min 36 s |
| 2e | José Luis Arrieta  | Espagne  | Illes Balears-Banesto           | + 2 s           |
| 3e | Thomas Dekker      | Pays-Bas | Rabobank GS3                    | + 10 s          |
| 4e | Nick Nuyens        | Belgique | Quick Step-Davitamon            | + 13 s          |
| 5e | Serge Baguet       | Belgique | Lotto-Domo                      | + 13 s          |
| 6e | Vicente Reynés     | Espagne  | Illes Balears-Banesto           | + 13 s          |
| 7e | Guennadi Mikhailov | Russie   | US Postal Service-Berry Floor   | + 13 s          |
| 8e | Rik Verbrugghe     | Belgique | Lotto-Domo                      | + 13 s          |
| 9e | Patrice Halgand    | France   | Crédit Agricole                 | + 13 s          |
| 10e | John Nilsson       | Suède    | Auber 93                        | + 13 s          |

## Classements finals

### Classement général
| \| Classement général \| Classement général \| Classement général \| Classement général \| Classement général \| \| Coureur \| Coureur \| Pays \| Équipe \| Temps \| \| ------------------ \| ------------------- \| ------------------ \| ------------------------------- \| ------------------ \| \| 1er \| Jérôme Pineau \| France \| Brioches La Boulangère \| 11 h 57 min 35 s \| \| 2e \| Leif Hoste \| Belgique \| Lotto-Domo \| + 12 s \| \| 3e \| Jurgen Van Goolen \| Belgique \| Quick Step-Davitamon \| + 14 s \| \| 4e \| Franck Renier \| France \| Brioches La Boulangère \| + 26 s \| \| 5e \| Thomas Dekker \| Pays-Bas \| Rabobank GS3 \| + 53 s \| \| 6e \| Nick Nuyens \| Belgique \| Quick Step-Davitamon \| + 1 min 00 s \| \| 7e \| Christophe Edaleine \| France \| Cofidis-Le Crédit par Téléphone \| + 1 min 00 s \| \| 8e \| Guennadi Mikhailov \| Russie \| US Postal Service-Berry Floor \| + 1 min 00 s \| \| 9e \| Rik Verbrugghe \| Belgique \| Lotto-Domo \| + 1 min 00 s \| \| 10e \| Unai Osa \| Espagne \| Illes Balears-Banesto \| + 1 min 00 s \| |                     |          |                                 |                  |
| |                     |          |                                 |                  |
| Sources : ProCyclingStats Cycling Archives |                     |          |                                 |                  |
| Classement général |                     |          |                                 |                  |
| Coureur | Coureur             | Pays     | Équipe                          | Temps            |
| 1er | Jérôme Pineau       | France   | Brioches La Boulangère          | 11 h 57 min 35 s |
| 2e | Leif Hoste          | Belgique | Lotto-Domo                      | + 12 s           |
| 3e | Jurgen Van Goolen   | Belgique | Quick Step-Davitamon            | + 14 s           |
| 4e | Franck Renier       | France   | Brioches La Boulangère          | + 26 s           |
| 5e | Thomas Dekker       | Pays-Bas | Rabobank GS3                    | + 53 s           |
| 6e | Nick Nuyens         | Belgique | Quick Step-Davitamon            | + 1 min 00 s     |
| 7e | Christophe Edaleine | France   | Cofidis-Le Crédit par Téléphone | + 1 min 00 s     |
| 8e | Guennadi Mikhailov  | Russie   | US Postal Service-Berry Floor   | + 1 min 00 s     |
| 9e | Rik Verbrugghe      | Belgique | Lotto-Domo                      | + 1 min 00 s     |
| 10e | Unai Osa            | Espagne  | Illes Balears-Banesto           | + 1 min 00 s     |

### Classements annexes
| Classement par points | Classement par points | Classement par points | Classement par points | Classement par points |
| Coureur               | Coureur               | Pays                  | Équipe                | Points                |
| --------------------- | --------------------- | --------------------- | --------------------- | --------------------- |

| Classement par points | Classement par points | Classement par points | Classement par points | Classement par points |
| Coureur               | Coureur               | Pays                  | Équipe                | Points                |
| --------------------- | --------------------- | --------------------- | --------------------- | --------------------- |

| Classement de la montagne | Classement de la montagne | Classement de la montagne | Classement de la montagne | Classement de la montagne |
| Coureur                   | Coureur                   | Pays                      | Équipe                    | Points                    |
| ------------------------- | ------------------------- | ------------------------- | ------------------------- | ------------------------- |

| Classement de la montagne | Classement de la montagne | Classement de la montagne | Classement de la montagne | Classement de la montagne |
| Coureur                   | Coureur                   | Pays                      | Équipe                    | Points                    |
| ------------------------- | ------------------------- | ------------------------- | ------------------------- | ------------------------- |

| Classement du meilleur jeune | Classement du meilleur jeune | Classement du meilleur jeune | Classement du meilleur jeune | Classement du meilleur jeune |
| Coureur                      | Coureur                      | Pays                         | Équipe                       | Temps                        |
| ---------------------------- | ---------------------------- | ---------------------------- | ---------------------------- | ---------------------------- |

| Classement du meilleur jeune | Classement du meilleur jeune | Classement du meilleur jeune | Classement du meilleur jeune | Classement du meilleur jeune |
| Coureur                      | Coureur                      | Pays                         | Équipe                       | Temps                        |
| ---------------------------- | ---------------------------- | ---------------------------- | ---------------------------- | ---------------------------- |

| Classement par équipes | Classement par équipes | Classement par équipes | Classement par équipes |
| Équipe                 | Équipe                 | Pays                   | Temps                  |
| ---------------------- | ---------------------- | ---------------------- | ---------------------- |

| Classement par équipes | Classement par équipes | Classement par équipes | Classement par équipes |
| Équipe                 | Équipe                 | Pays                   | Temps                  |
| ---------------------- | ---------------------- | ---------------------- | ---------------------- |